# Noordkade
De Noordkade (voorheen CHV Noordkade) is een industrieel complex in de Oude Haven van de Noord-Brabantse plaats Veghel dat een herbestemming heeft gekregen als kunst en cultuurcluster.
Dit voormalige industrieterrein van de Coöperatieve Handelsvereniging (C.H.V.) ligt aan de noordkant van de Oude Haven, tussen de Jachthaven aan het Heilig Hartplein in het oosten, en het terrein van DMV in het westen. Het terrein is in handen van Provincie Noord-Brabant en Bouwbedrijf L. v.d. Ven.